# Haranhalli
Haranhalli oder Haranahalli ist ein ca. 600 Einwohner zählendes Dorf im Distrikt Hassan im südwestindischen Bundesstaat Karnataka. Der Ort ist bedeutsam wegen zweier Hoysala-Tempel aus der Zeit um 1235.

## Lage
Haranhalli liegt auf dem Dekkan-Plateau in einer Höhe von gut 860 m ü. d. M. ca. 9 km (Fahrtstrecke) südwestlich von Arsikere bzw. knapp 45 km (Fahrtstrecke) nordöstlich von Hassan. Das Klima ist für indische Verhältnisse eher gemäßigt; Regen fällt hauptsächlich während der Monsunmonate Mai bis Oktober.

## Bevölkerung
Die mehrheitlich Kannada sprechende Landbevölkerung besteht nahezu ausnahmslos aus Hindus; andere Religionen bilden zahlenmäßig kleine Minderheiten. Der männliche und der weibliche Bevölkerungsanteil sind ungefähr gleich hoch.

## Wirtschaft
Die Einwohner von Arsikere leben weitgehend als Bauern. Auf den Feldern werden hauptsächlich Weizen, Linsen und Kichererbsen angebaut. Auch Kokospalmen spielen eine wichtige Rolle im Wirtschaftsleben der Region.

## Geschichte
Im Mittelalter war Haranhalli eine der wichtigsten Orte des Hoysala-Reiches. Im 15. und in der ersten Hälfte des 16. Jahrhunderts war die Gegend Bestandteil des Vijayanagar-Reiches, dessen Macht jedoch mit der verlorenen Schlacht von Talikota (1565) gegen die Dekkan-Sultanate unterging, die ihrerseits nach 1685 vom Mogulreich erobert wurden. Wenige Jahre später (1690) kam das Gebiet unter die Kontrolle des Fürstenstaates von Mysore, dessen Herrschaft jedoch in der zweiten Hälfte des 18. Jahrhunderts durch Hyder Ali (reg. 1761–1782) und seinen Sohn Tipu Sultan (reg. 1782–1799) unterbrochen wurde. Später spielten die Briten die dominierende militärische und wirtschaftliche Rolle in Südindien.

## Sehenswürdigkeiten
- Der um 1235 entstandene Lakshminarasimha-Tempel ist eine Stiftung des Hoysala-Königs Vira Someshwara und ist dem Hindu-Gott Vishnu geweiht; er gehört – wie die meisten Tempel der Spätzeit (z. B. der Chennakeshava-Tempel in Somanathapura) – zum kleeblattförmigen trikuta-Typus. Die drei Cellae (garbhagrihas) enthalten Bildnisse von Venugopala, Keshava und Lakshminarasimha, allesamt Avatare bzw. Aspekte von Vishnu. Der gesamte Tempel ruht auf einer ca. 1 m hohen Umgangsplattform (jagati); seine Außenwände sich reich gegliedert und mit figürlichem und ornamentalem Schmuck dekoriert. Ein horizontal abgestufter und von einer Schirmkuppel mit amalaka-Ringstein und aufsitzender kalasha-Vase vimana-Turm erhebt sich über dem im Westen gelegenen Hauptschrein. Die zwischen den drei Cellae befindliche Vorhalle (mandapa) ist durch jali-Fenster belichtet und ihr Flachdach wird von reich beschnitzten Speckstein-Säulen gestützt; die neun Deckensegmente sind reich ornamentiert. Den Übergang zum eigentlichen Sanktumsbereich bildet ein Vorraum (antarala oder sukhanasi).

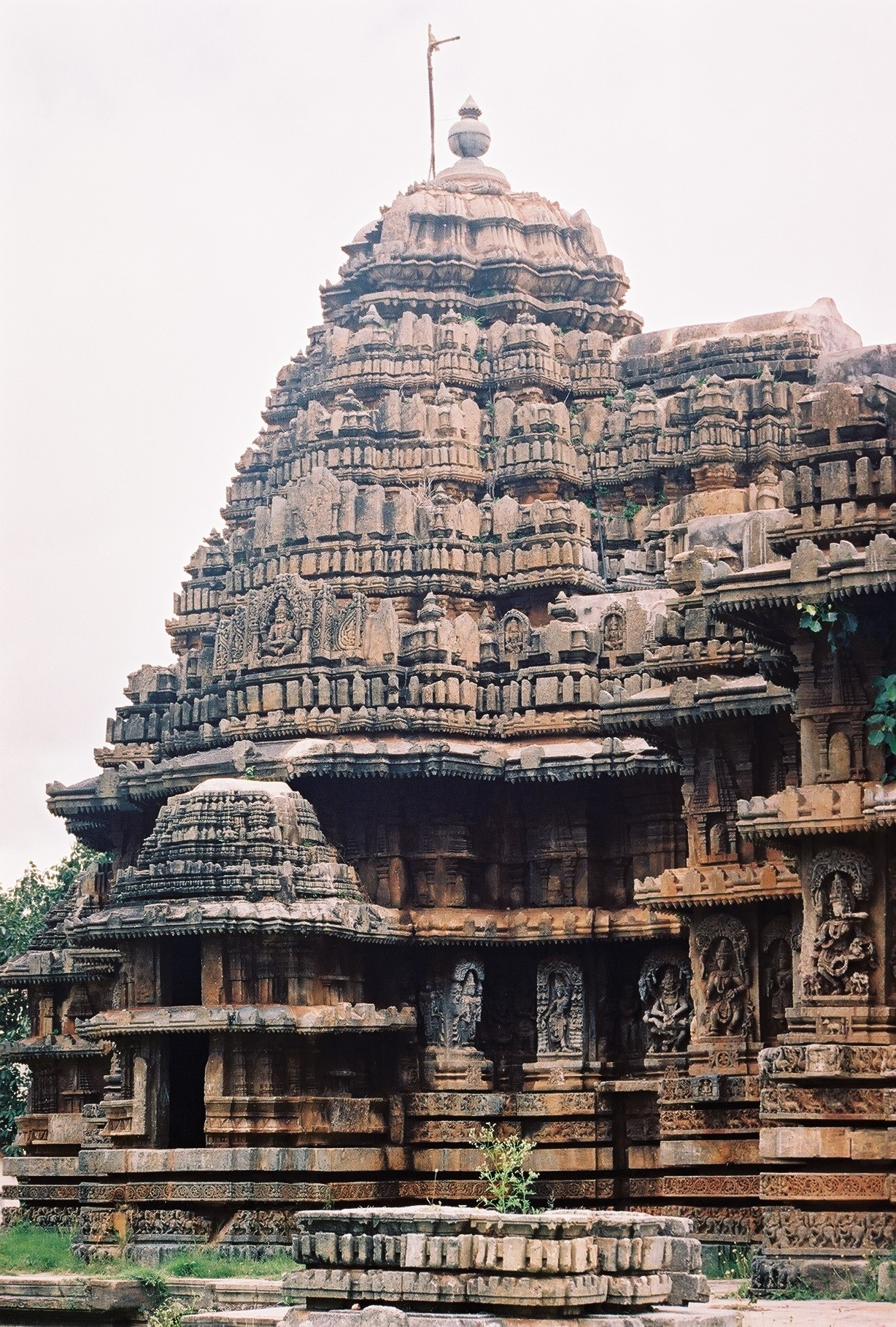
Tempelturm (vimana)
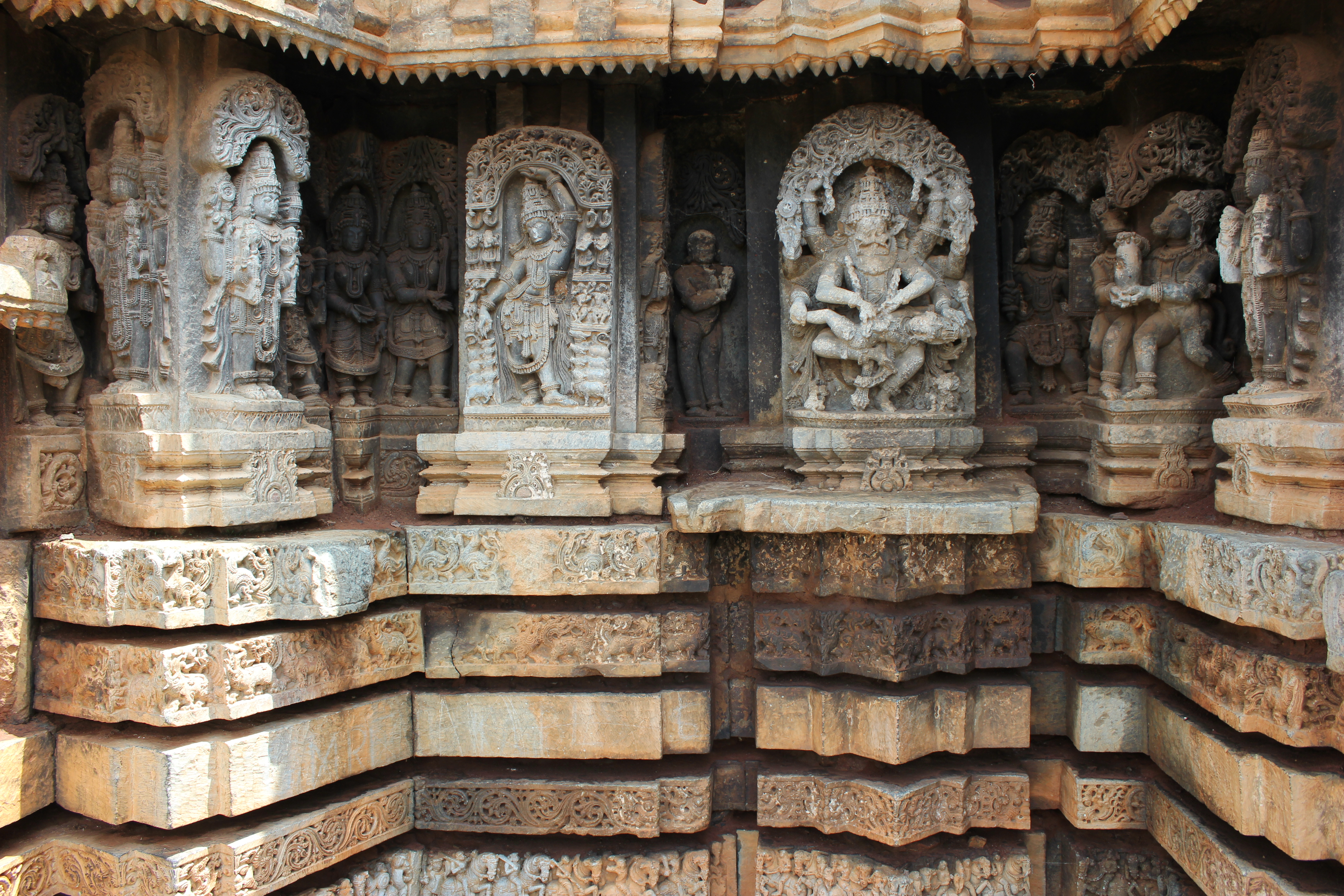
Außenwanddekor mit Figuren und Ornamenten
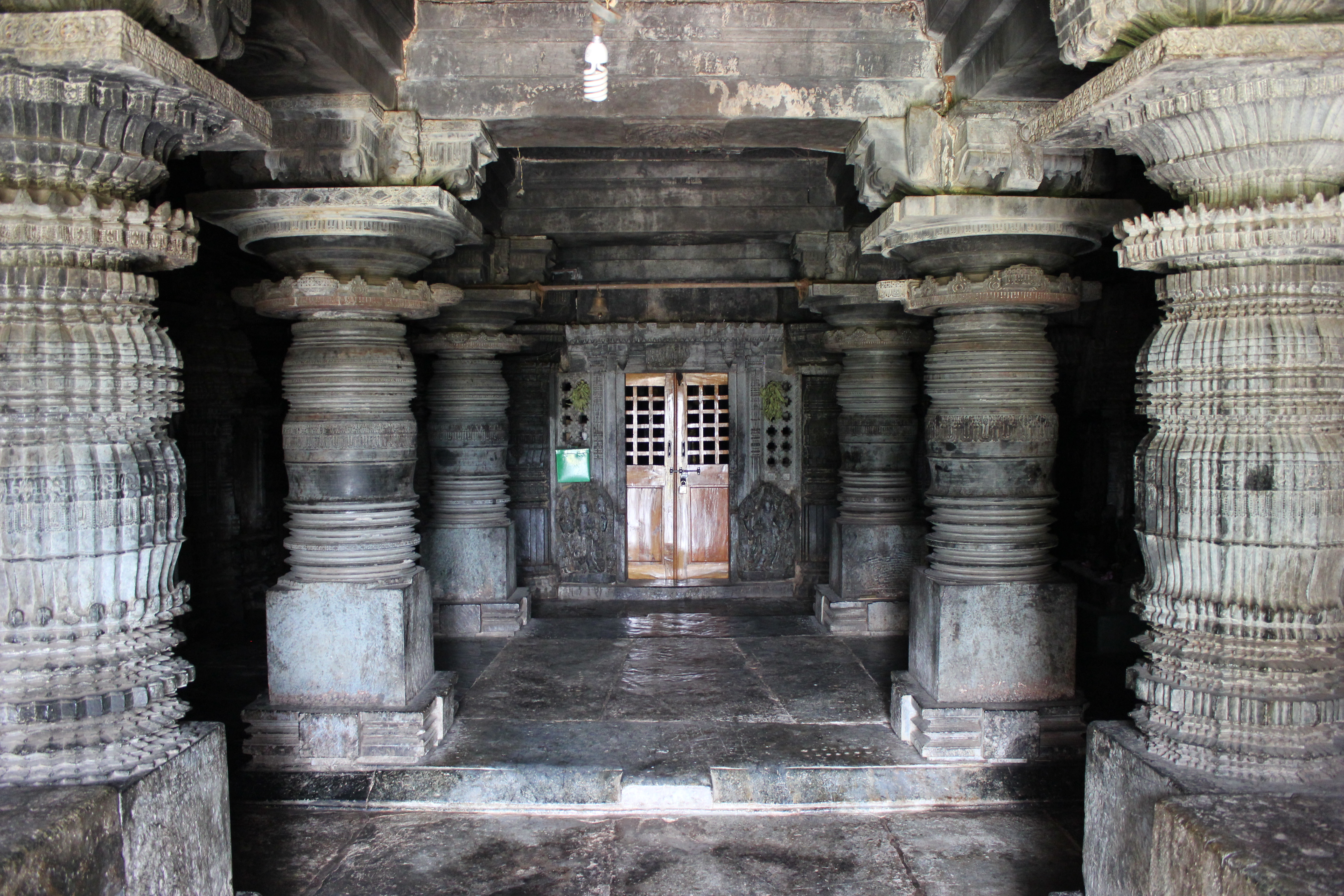
Mandapa
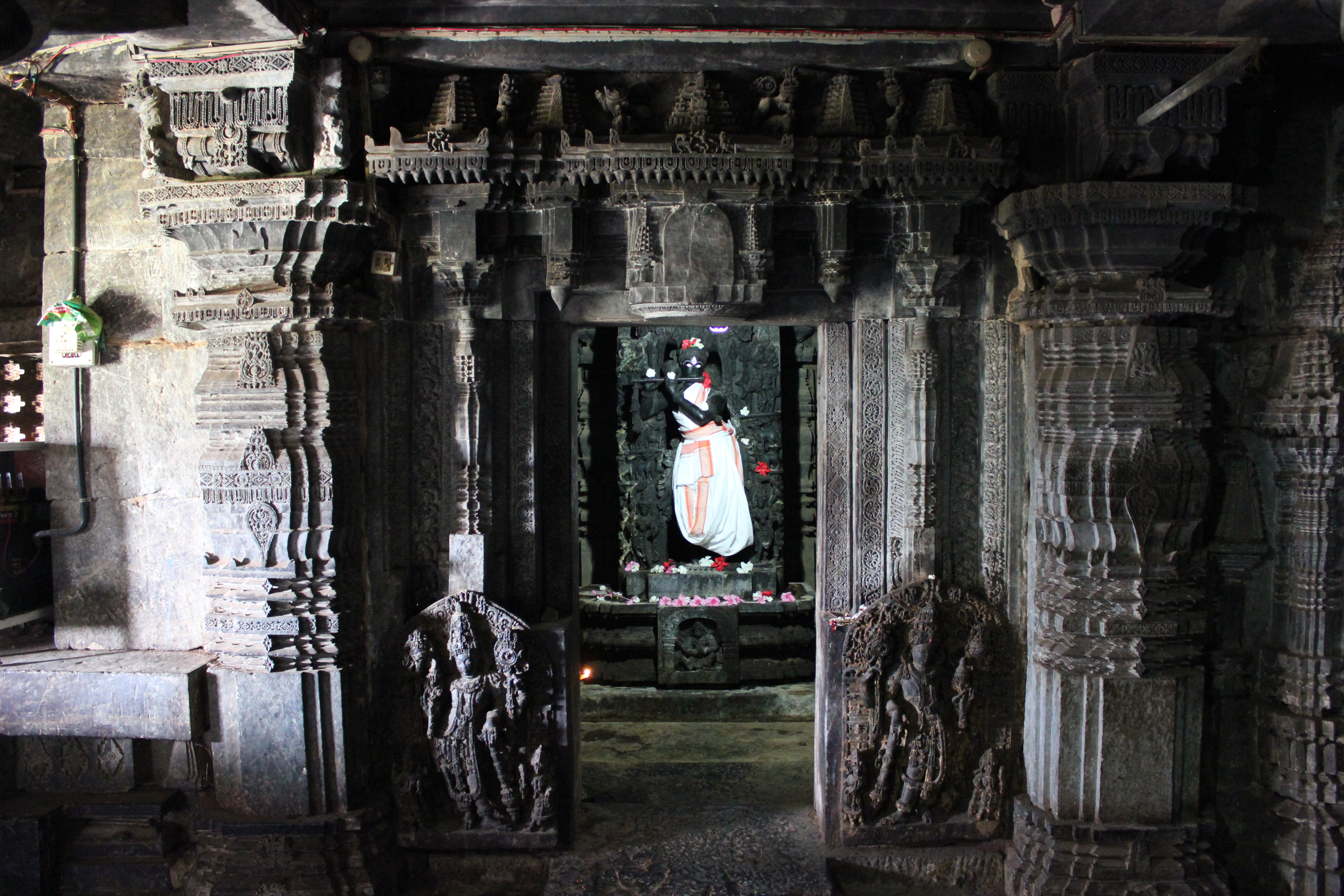
Reich beschnitzte Pfeiler
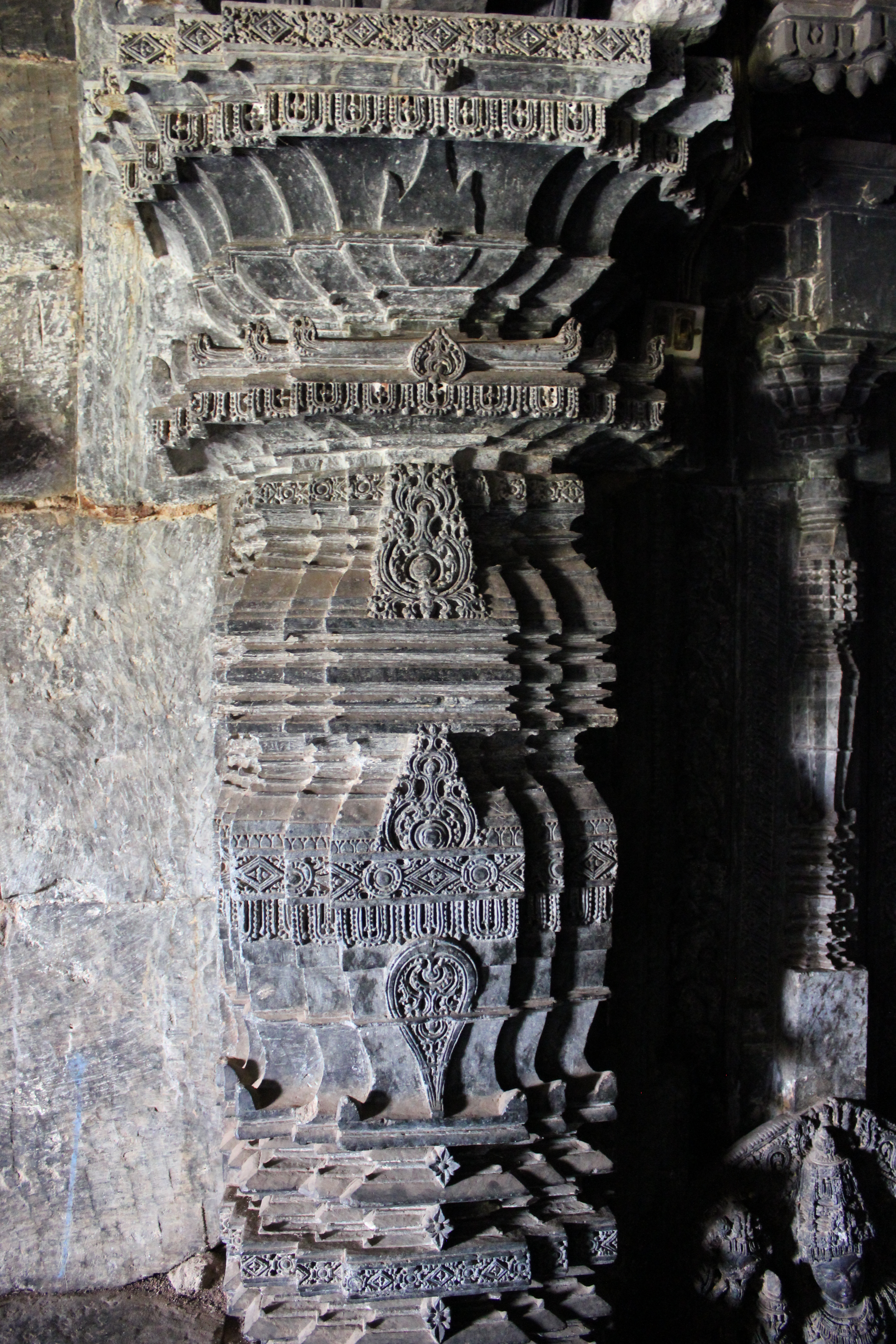
Beschnitzter Halbpfeiler
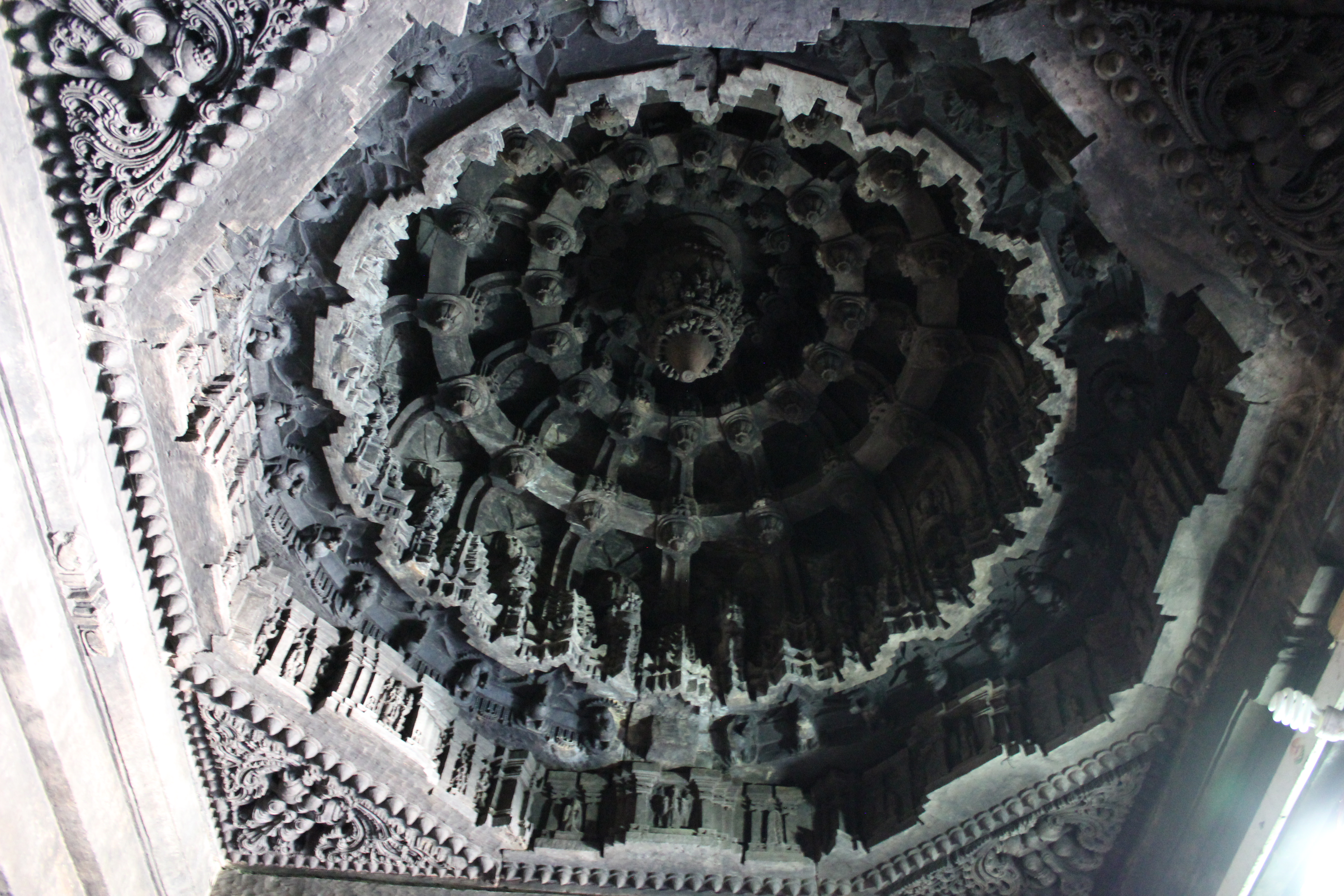
Deckendekor mit Abhängling

- Der ungefähr 300 m östlich gelegene, gleich große und in seinem Aussehen annähernd gleich gestaltete, aber nur mit einer einzigen Cella (ekakuta-Typus) versehene Someshvara-Tempel entstand um die gleiche Zeit und war ebenfalls eine königliche Stiftung; er ist dem Hindu-Gott Shiva geweiht und so befindet sich in seinem Sanktum ein Lingam umschlossen von einer yoni.

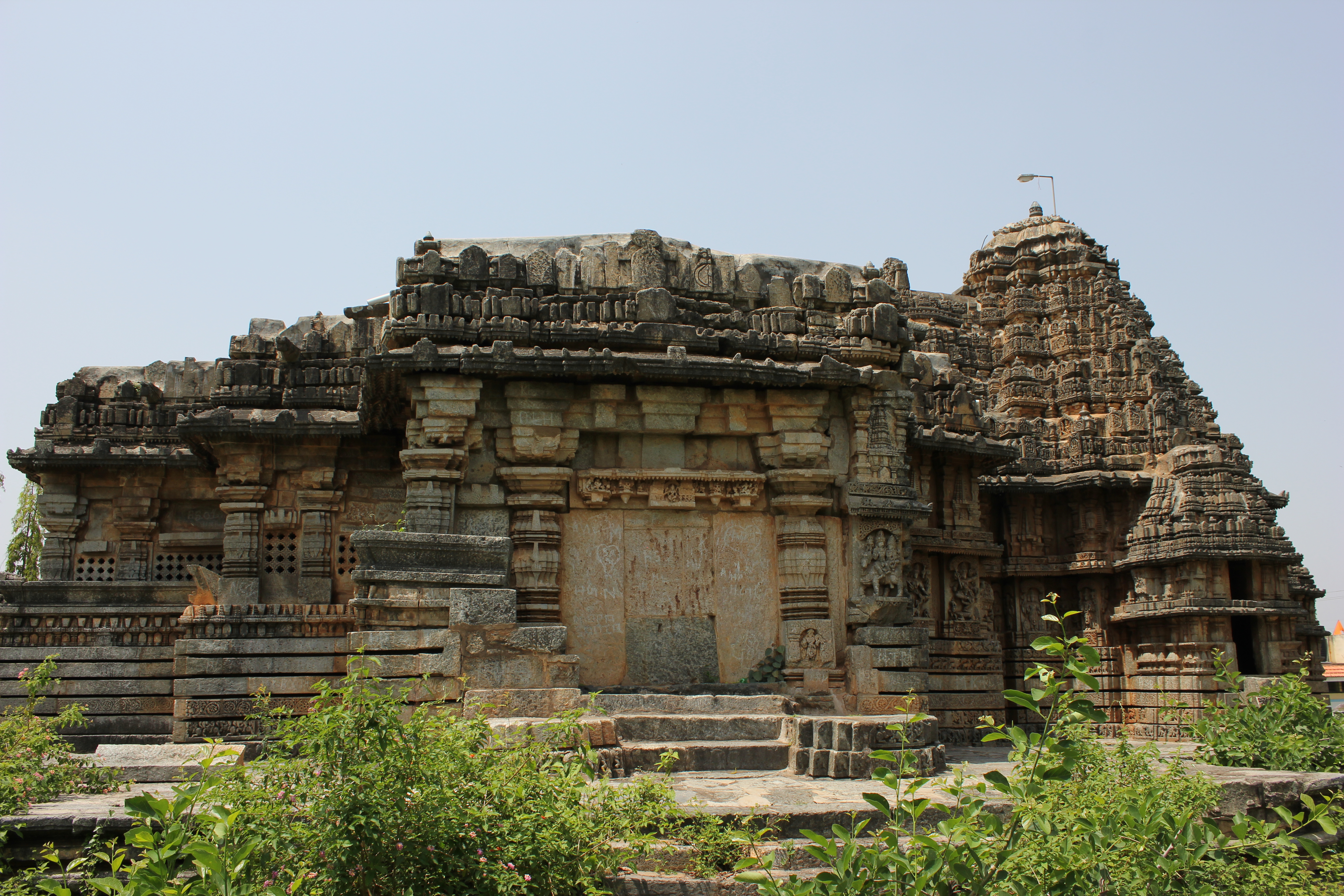
Someshvara-Tempel
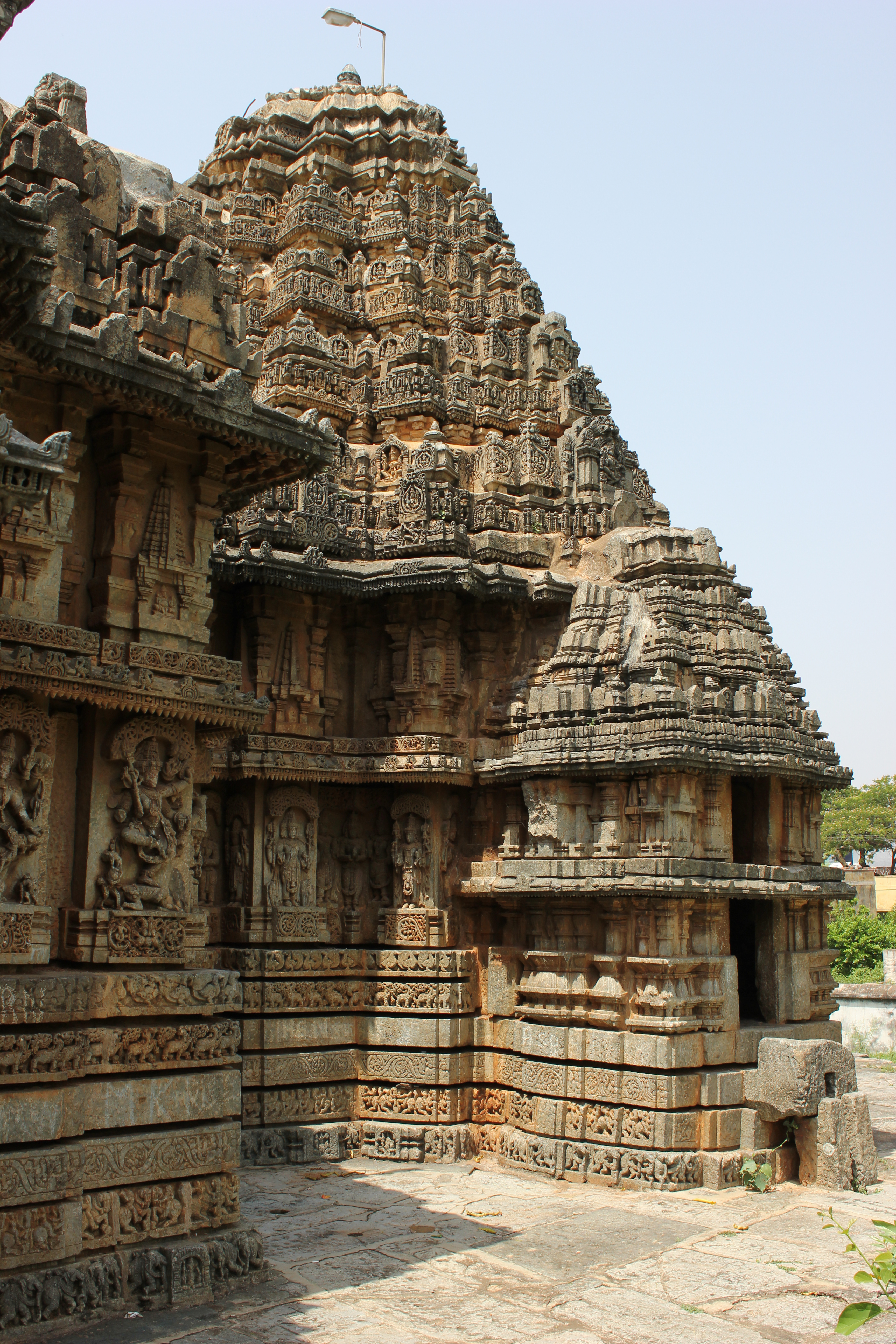
Tempelturm (vimana) und seitlicher Schrein
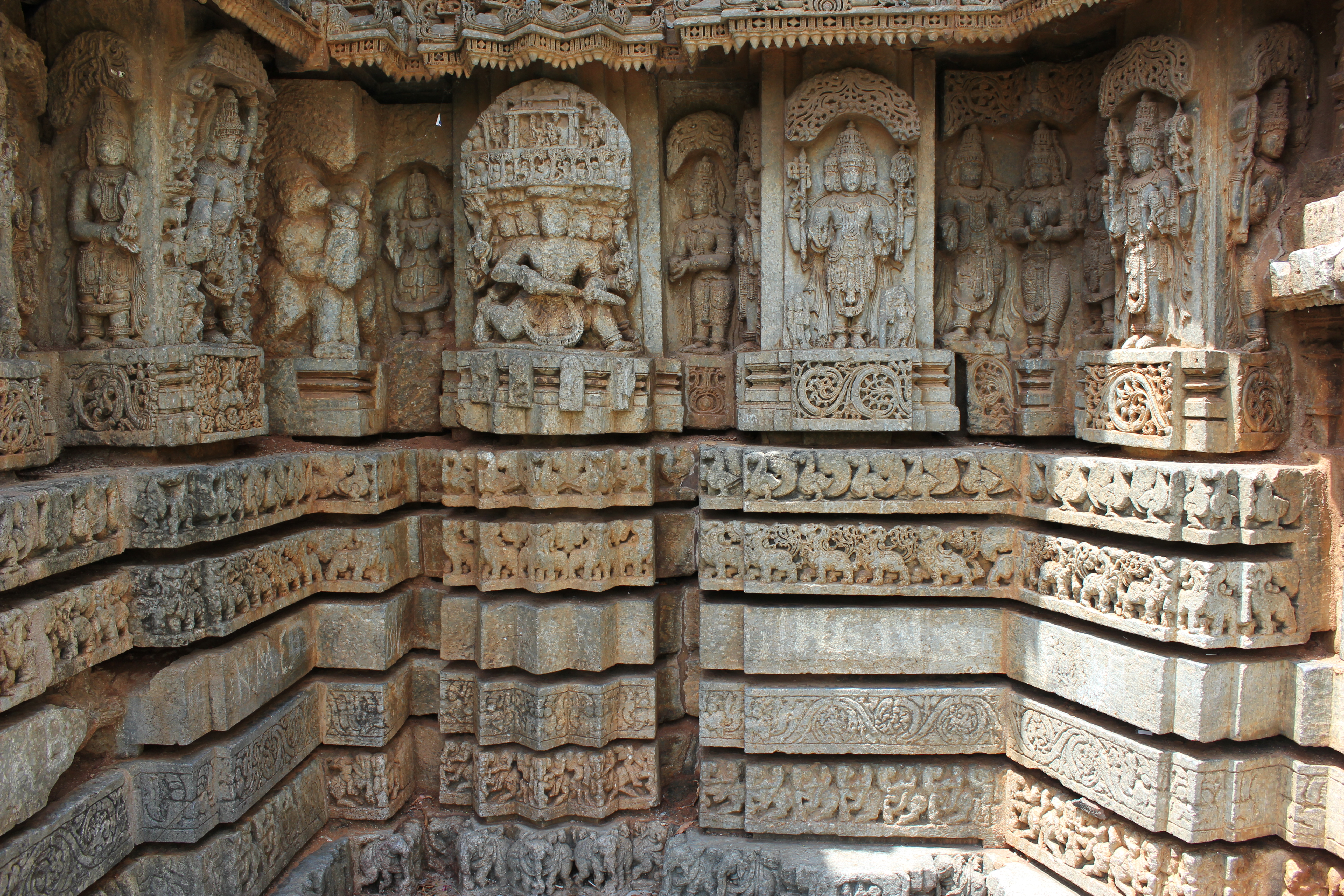
Außenwanddekor
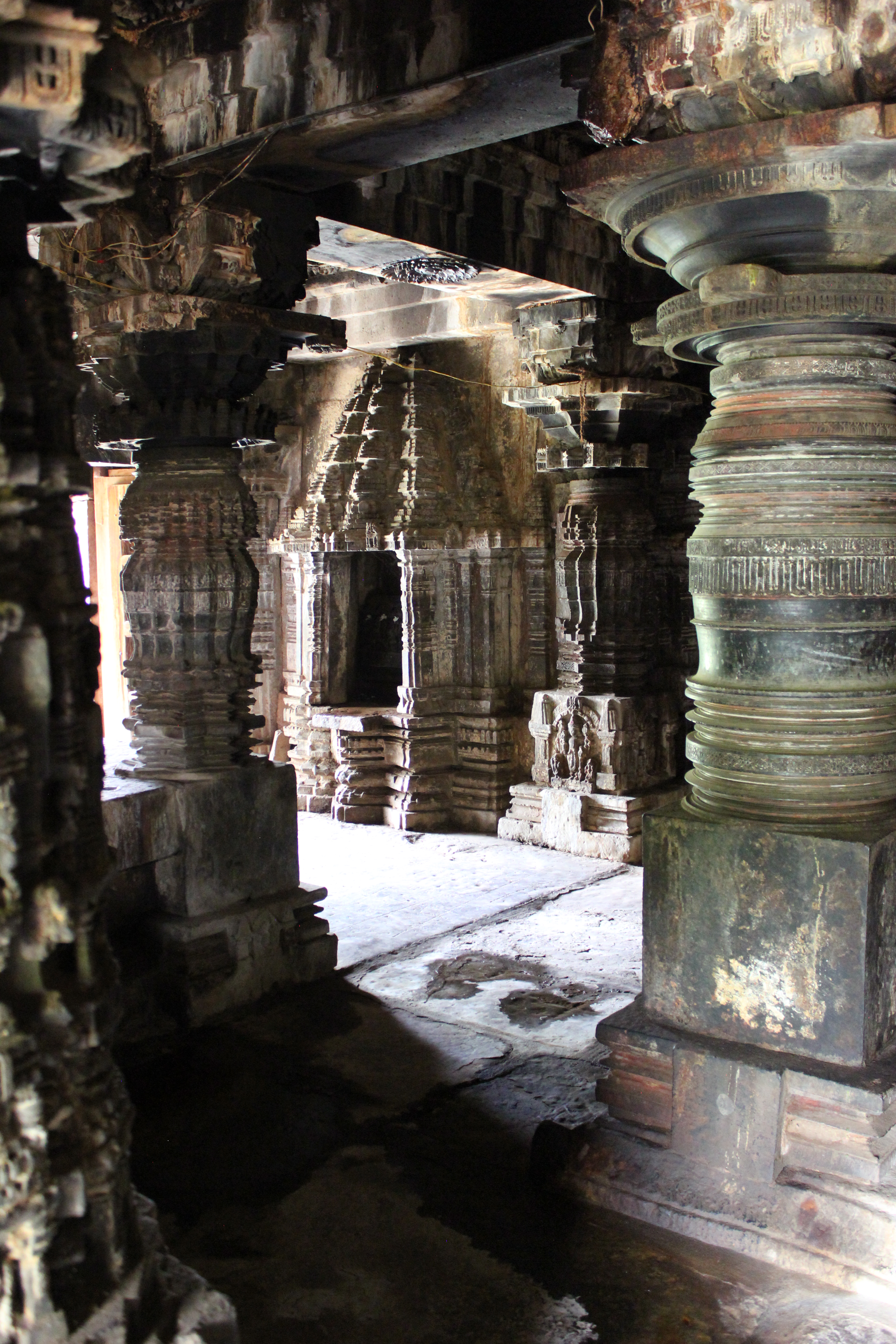
Vorhalle (mandapa) mit gedrechselten und beschnitzten Speckstein-Säulen
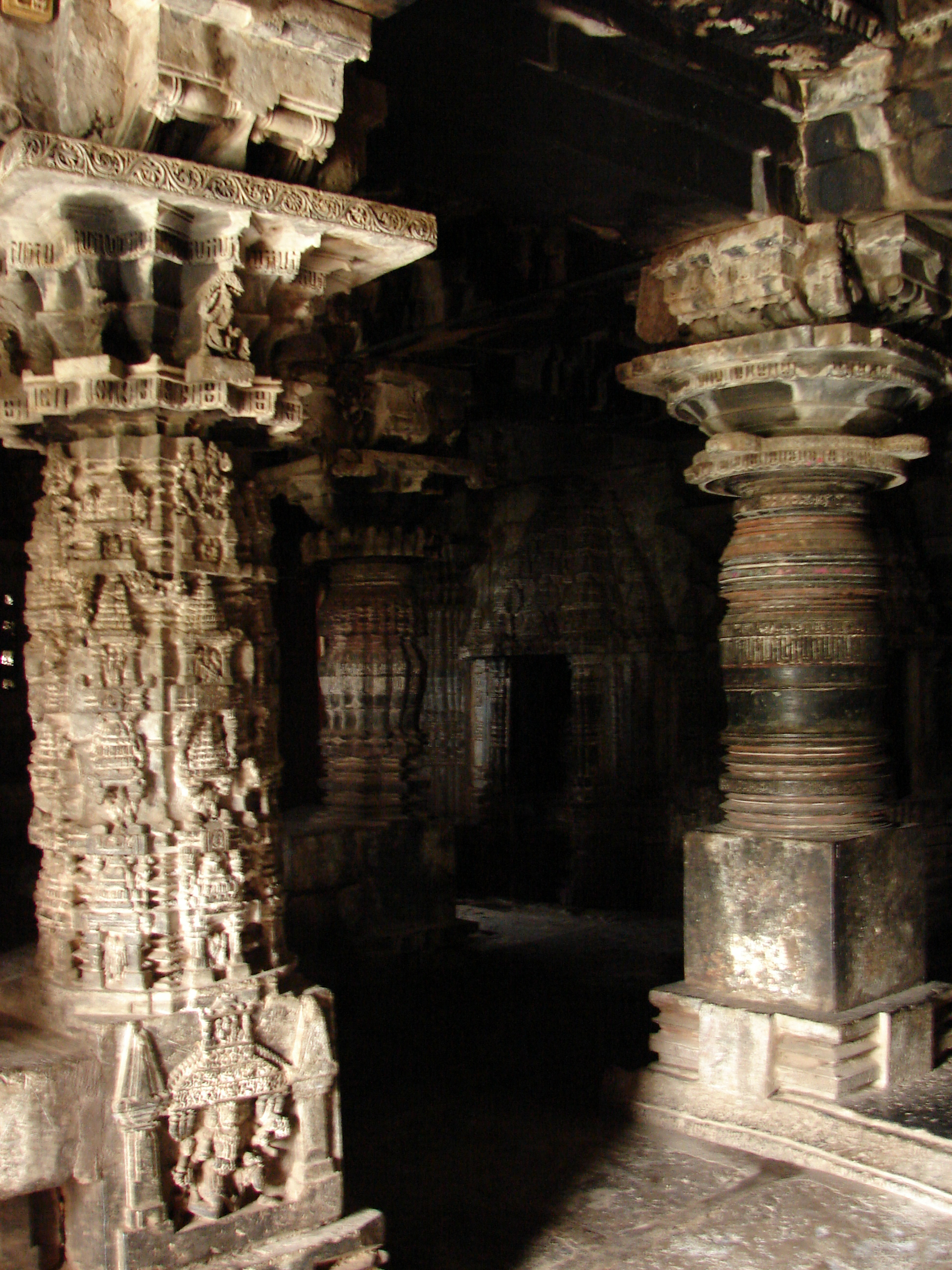
dto.
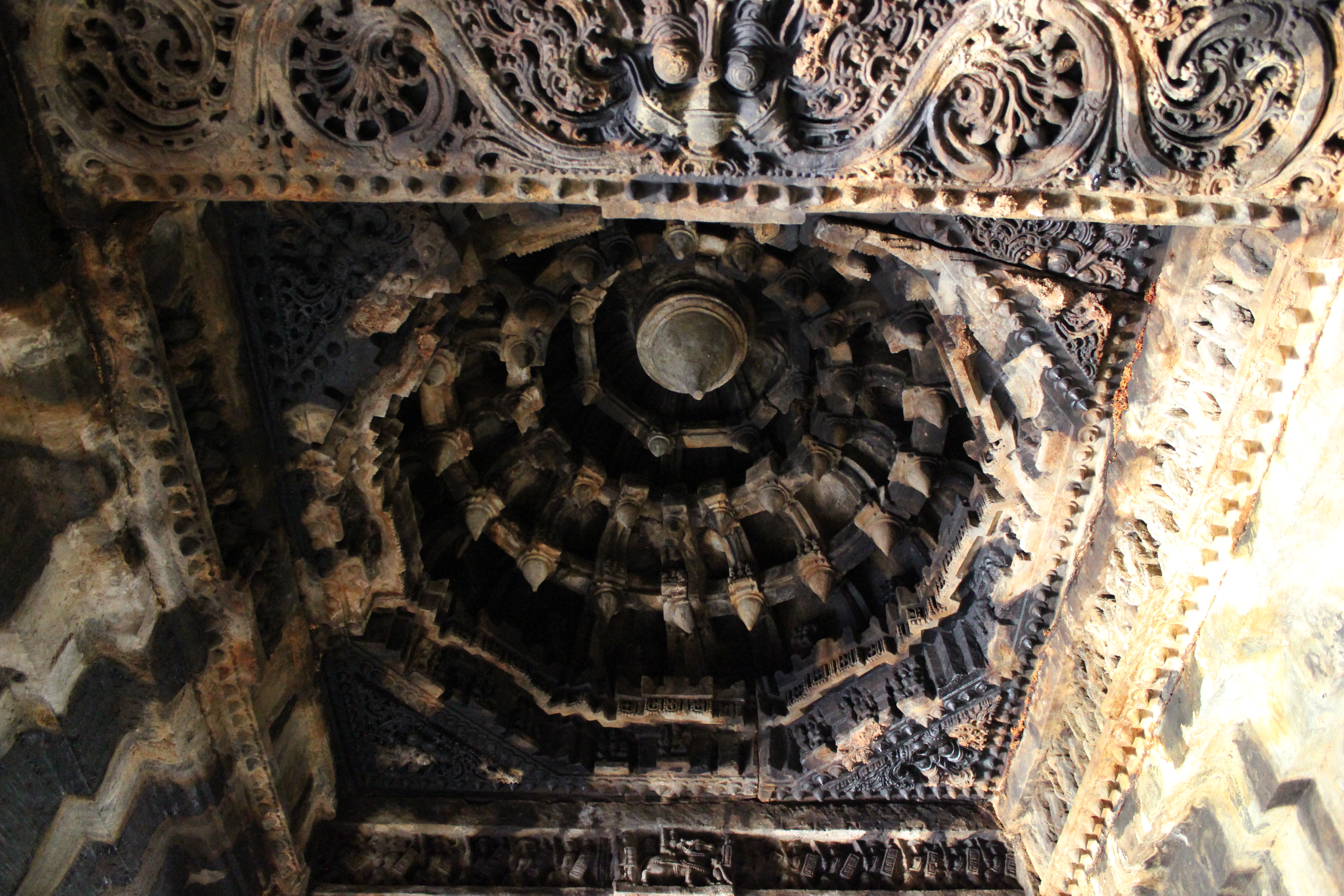
Kragkuppel mit Abhängling